# Kangaroo Dundee
Kangaroo Dundee ist ein Dokumentarfilm der BBC-Serie „Natural World“ aus dem Jahr 2013 über eine Aufzuchtstation für verwaiste Kängurus.

## Inhalt

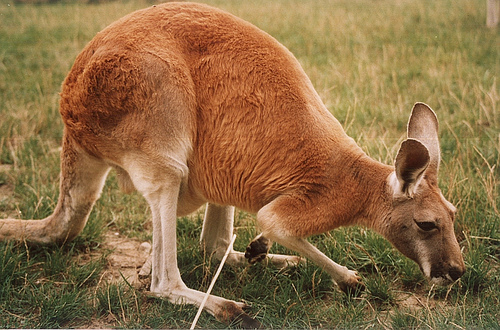
Rotes Riesenkänguru

Hauptperson des Films ist der ehemalige Reiseleiter Chris „Brolga“ Barns (geboren 14. September 1972), der bei Alice Springs in Australiens Northern Territory eine Kangaroo Sanctuary genannte Aufzuchtstation für verwaiste Kängurujunge gründete und bis heute leitet. In dem 36 Hektar großen, von ihm gegründeten Reservat leben rund 20 von ihm gefundene und aufgepäppelte Waisen, deren Muttertiere meist überfahren wurden. Ein 2006 im Alter von vier Monaten aufgefundenes Rotes Riesenkänguru namens Roger ist das Alphatier der Gruppe.

## Ausstrahlung
Der Film wurde von der BBC als Doppelfolge ihrer seit 1983 laufenden Dokumentarreihe Natural World am 26. Januar bzw. 2. Februar 2013 erstausgestrahlt (Staffel 32, Folge 7/8). Die deutschsprachige Fassung wurde unter dem Originaltitel zuerst im österreichischen ORF 2 am 18./25. Juni 2013 ausgestrahlt, in Deutschland wurde der Film von den ARD-Sendern unter dem Titel Der Känguru-Mann auf vier Episoden verteilt gesendet. Außerdem wird der Film über den RTL-Bezahlsender Geo Television und DVD verbreitet. Eine 2014 von der BBC produzierte, einstündige Fortsetzungsfolge wurde in Deutschland ebenfalls auf zwei Episoden verteilt gesendet.

## Trivia
- 2014 wurde Barns in der Kategorie „Local Hero“ für den Titel Australian of the Year als Finalist für das Northern Territory nominiert[2]
- 2015 wurde Roger in Medien und sozialen Netzwerken bekannt, als das muskulöse Männchen auf einem Foto einen zerdrückten Metalleimer hielt.[3][4]
- Der Filmtitel spielt auf die erfolgreiche Spielfilmreihe Crocodile Dundee an.